# Shin Nakamura
Shin Nakamura (中村 伸 Nakamura Shin?), född 6 maj 1974 i Osaka prefektur, är en japansk före detta fotbollsspelare.
Nakamura började sin karriär 1997 i Sagan Tosu. 2001 flyttade han till Vegalta Sendai. Han avslutade karriären 2002.